# Szatmár, Ugocsa és Bereg
Szatmár, Ugocsa és Bereg est un ancien comitat de Hongrie créée lors du traité de Trianon.